# Tanggungsari
Tanggungsari is een bestuurslaag in het regentschap Brebes van de provincie Midden-Java, Indonesië. Tanggungsari telt 1467 inwoners (volkstelling 2010).